# Rangha
Rangha – w mitologii perskiej była to rzeka na wschodnim krańcu świata, w której wodach niekiedy przebywała cudowna ryba, Kara. Niekiedy Ranghę identyfikuje się z Wołgą, ze względu na podobieństwo do jej greckiej nazwy (Rhā).